# Ed Boon
Edward John "Ed" Boon, född 22 februari 1964 i Chicago i Illinois, är en amerikansk spelprogrammerare, röstskådespelare och regissör. Han har tidigare varit anställd i över femton år på Midway Games, men arbetar sedan år 2011 för Warner Bros. Games (tidigare Warner Bros. Interactive Entertainment), på deras dotterbolag NetherRealm Studios.
Ed Boon är mest känd för att vara en av skaparna till spelserien Mortal Kombat (tillsammans med John Tobias), samt även de två släppta spelen i Injustice-serien (Injustice: Gods Among Us och Injustice 2). År 2009 blev han utvald av spelwebbplatsen IGN som en av de hundra bästa spelskaparna genom tiderna.

## Arbeten (i urval)

### Spel
- 1992 – Total Carnage (röst)
- 1992 – Mortal Kombat
- 1993 – Mortal Kombat II
- 1995 – Mortal Kombat 3
- 1995 – Ultimate Mortal Kombat 3
- 1996 – Mortal Kombat Trilogy
- 1997 – Mortal Kombat 4
- 1999 – Mortal Kombat Gold
- 2002 – Mortal Kombat: Deadly Alliance
- 2004 – Mortal Kombat: Deception
- 2005 – Mortal Kombat: Shaolin Monks
- 2006 – Mortal Kombat: Armageddon
- 2008 – Mortal Kombat vs. DC Universe
- 2011 – Mortal Kombat
- 2011 – Batman: Arkham City Lockdown
- 2013 – Injustice: Gods Among Us
- 2015 – Mortal Kombat X
- 2017 – Injustice 2
- 2019 – Mortal Kombat 11
- 2023 – Mortal Kombat 1

### Flipperspel
- 1988 – Banzai Run

### Media
- 1995 – Mortal Kombat (röst)
- 1997 – Mortal Kombat: Annihilation (röst)
- 2006 – Drawn Together (TV-serie) (röst)